# Stumbmock
|  | Denne artikel er oprettet af botten PalnaBot ud fra en ekstern database. Den kan derfor have sproglige fejl eller mangler. Denne skabelon kan fjernes efter kontrol af indholdet. |

Stumbmock er en dansk kortfilm fra 2012 skrevet og instrueret af Florian Friedrich Dünzen.

## Handling
To harlequiner i et mørkt klovneunivers: Stumbler og Mocker. Det er deres egen lille verden, hvor de er hinandens eneste legekammerater i den uafbrudte klovnesketch, som er deres liv. Men nu kommer deres bizarre leg til at ændre sig.